# Упанішади
Упаніша́ди (мн. від санскр. उपनिषद्, «одкровення», «те, що руйнує невігластво») — давньоіндійські релігійно-філософські брахманські тексти. Центральною темою є концепція єдності атмана — «я», «душі» й абсолютного духа — Брахмана. Написані в різний час (від VII—III ст. до н. д. до XIV—XV ст. н. д.), різними авторами. Упанішади є частиною індійських священних текстів шруті (почуте), і складені у вигляді діалогу учителя з учнем, в якому вчитель пояснює суть Вед.
Загальна кількість упанішад невідома. Існує легенда, що їх 1180 (за кількістю ведичних шкіл). Найповнішою збіркою Упанішад є Муктіка (звільнення), що складається з 108 упанішад. 10 з них стосуються Рігведи, 51 — Яджурведи, 16 — Самаведи і 31 — Атхарваведи.
«Головними» вважаються 11 найдавніших упанішад, що були коментовані Шанкарою:
1. Айтарея (відноситься до Рігведи);
2. Бріхадараньяка (до Яджурведи);
3. Іша (до Яджурведи);
4. Тайтирія (до Яджурведи);
5. Катха (до Яджурведи);
6. Чхандог'я (до Самаведи);
7. Кена (до Самаведи);
8. Мундака (до Атхарваведи);
9. Мандук'я (до Атхарваведи);
10. Прашна (до Атхарваведи);
11. Шветашватара (до Яджурведи);

Упанішади — це також, завершальний етап у розвитку Вед.